# Primera División Uruguaya 1911
Il campionato era formato da otto squadre e il CURCC vinse il titolo.

## Classifica finale
| Pos. | Squadra              | G  | V  | N | P | GF | GS | Punti |
| ---- | -------------------- | -- | -- | - | - | -- | -- | ----- |
| 1    | CURCC                | 14 | 12 | 1 | 1 | 29 | 9  | 25    |
| 2    | Montevideo Wanderers | 14 | 6  | 4 | 4 | 28 | 13 | 16    |
| 3    | River Plate          | 14 | 5  | 5 | 4 | 25 | 14 | 15    |
| 4    | Dublin               | 14 | 6  | 3 | 5 | 25 | 26 | 15    |
| 5    | Nacional             | 14 | 6  | 3 | 5 | 17 | 19 | 15    |
| 6    | Bristol              | 14 | 4  | 2 | 8 | 20 | 32 | 10    |
| 7    | Central              | 14 | 3  | 3 | 8 | 17 | 27 | 9     |
| 8    | Libertad             | 14 | 2  | 3 | 9 | 12 | 33 | 7     |

G = Partite giocate; V = Vittorie; N = Nulle/Pareggi; P = Perse; GF = Goal fatti; GS = Goal subiti; 